# Aixot Karaguian
Aixot Karaguian   () és un tirador d'esgrima armeni, ja retirat, guanyador de dues medalles olímpiques.
El 1980 va prendre part en els Jocs Olímpics d'Estiu de Moscou, on va disputar dues proves del programa d'esgrima. En la prova del floret per equips va guanyar la medalla de plata, mentre en la d'espasa per equips guanyà la de bronze.
En el seu palmarès també destaquen cinc medalles en el Campionat del món d'esgrima, dues d'or, una de plata i dues de bronze, entre les edicions del 1973 i del 1981. A les Universíades de 1973 guanyà una medalla d'or.
El 1981 es va retirar. Del 1983 al 1992 fou entrenador a l'escola d'esgrima del Dinamo Moscou. Del 1995 al 2001 fou entrenador a Noruega i des del 2007 ho fa a Moscou.
Des del 2000 ha guanyat diverses competicions de veterans, en la categoria de fins a 59 anys.